# Snil jsem pod vodou
Snil jsem pod vodou (v originále J'ai rêvé sous l'eau) je francouzský hraný film z roku 2008, který režíroval Hormoz. Film zachycuje mladíka neschopného se rozhodnout ve vztahu. Snímek byl v ČR uveden v roce 2009 na filmovém festivalu Febiofest.

## Děj
Příběh se odehrává v létě roku 1999. Dvacetiletý Antonin skončil se školou a jen se poflakuje s přáteli. Je zamilovaný do svého kamaráda Alexe, který se ale jednoho dne předávkuje heroinem. Žije se svou matkou, která se po rozvodu bude stěhovat z Paříže zpět na venkov ke svým rodičům. Antonin zůstává a jako způsob výdělku zvolí prostituci. Seznámí se s Baptistem, se kterým udržuje otevřený vztah. Když se seznámí s Juliette, zamiluje se do ní a najde si práci v půjčovně filmů. Ovšem i Juliette je narkomanka a Antonin netuší, jak jí může pomoci.

## Obsazení
| Hubert Benhamdine | Antonin  |
| Caroline Ducey    | Juliette |
| Christine Boisson | Fabienne |
| Hicham Nazzal     | Baptiste |
| Franck Victor     | Alex     |
| Hélène Michel     | Babsi    |
| Eva Ionesco       | Sif      |